# Irreligiosità in Israele
L'irreligiosità in Israele è una pratica comune e l'ateismo ebraico è la forma più comune di irreligiosità. All'interno dello stato circa il 50% dei cittadini nati come ebrei si considerano laici o "hiloni", alcuni dei quali conservano ancora certe tradizioni religiose per motivi culturali, ma la maggior parte di loro sono immersi completamente nella cultura ebraica laica.
Il numero di coloro che professano ateismo e agnosticismo è più basso, rispettivamente il 15 e il 37%. Lo studio del 2009 "Avi-Chai" ha rilevato che il 77% degli ebrei israeliani credono in un qualche potere superiore, mentre il 46% si considera invece laico, di cui l'8% anti-religioso.
Un'altra ricerca condotta in Israele ha appurato che il 60% dei giovani sono fermamente convinti della necessità di una separazione tra Stato e Chiesa.